# Diclonius
 Diclonius  (gr. “doble brote”) es un género dudoso representado por al menos tres especies de dinosaurio ornitópodo hadrosáurido, que habitó a finales del período Cretácico, hace aproximadamente entre 75 millones de años en el Campaniense, en lo  que es hoy América del Norte. Este  dinosaurio de pico de pato está basado solamente en un diente. Los fósiles han sido encontrados en la Formación Río Judith. Sus fósiles se encontraron en la Formación Judith River de Montana, en el norte de los Estados Unidos. El nombre hace referencia al método de reemplazo dental, en el cual los dientes de reemplazo recién erupcionados podrían estar en uso funcional al mismo tiempo que los dientes más viejos y gastados. Por lo tanto, el número de dientes "germinados" se duplicó en comparación con Monoclonius, "único brote", que utilizó solo un conjunto de dientes a la vez y que Cope nombró en el mismo documento.
La especie tipo, Diclonius pentagonus, es considerada nomen nudum fue descrita por Cope en 1876 está basada en un solo espécimen de diente catalogado AMNH 3972. Otras especies incluyen a Diclonius calamarius y Diclonius perangulatus también de 1876.  Una cuarta especie Diclonius mirabilis nombrada por Copeen 1883; es sinónimo más moderno de Trachodon mirabilis nombrada por Leidy en 1856 e incluida en Anatotitan copei y luego a Edmontosaurus annectens.